# Sarcophaga maculata
Sarcophaga maculata är en tvåvingeart som beskrevs av Johann Wilhelm Meigen 1835. Sarcophaga maculata ingår i släktet Sarcophaga och familjen köttflugor.
Artens utbredningsområde är Tyskland. Inga underarter finns listade i Catalogue of Life.